# ماثيو أكسيليسون
ماثيو جين "آكس" أكسيليسون (بالإنجليزية: Matthew Gene "Axe" Axelson)‏ هو ضابط بحرية أمريكي حاصل على أعلى وسام في البحرية لاعماله ضد مقاتلي طالبان عام 2005، حيث قتل في عملية ريد وينغز في أفغانستان في 28 يونيو 2005.
قتل أثناء عملية ريد وينغز عام 2005 بالعديد من الإصابات في الرأس والصدر والقدم والاذرع.

## حياته الشخصية
ولد أكسيليسون في 25 يونيو 1976 في كوبرتينو، كاليفورنيا ، لأبوين دونا وكورديل أكسيليسون. تخرج من مدرسة مونتا فيستا الثانوية عام 1994، التحق بجامعة ولاية سان دييغو لمدة عام وتخرج من جامعة ولاية كاليفورنيا شيكو بدرجة علمية في العلوم السياسية. كتب جيفري، شقيق أكسيليسون، كتابًا عنه. تزوج أكسلسون من سيندي أوجي في عام 2003، في سكرامنتو، كاليفورنيا.

## وفاته
أصيب أكسيليسون بالعديد من الرصاصات في جسمه، حيث اصيب بطلقتين في رأسه في وطأة الهجوم الاولى وأصيب أيضا برصاصتين في صدره وإصيب برصاصة في ذراعه الأيمن ورصاصة في ذراعه الأيسر.
فبحسب إدعاء ماركوس لوتريل، فإن أكس كان لديه ثلاثة من مخازن الذخيرة لمسدس بيريتا أم9 حيث أنه عندما تم العثور على جثة ماثيو كان معه مخزن واحد فقط.
تم العثور على جثة ماثيو بعد بضعة أيام من العملية بواسطة قوات الإستطلاع الخاصة حيث وجد بعد مئات الياردات من قذيفة آر بي جي «القذيفة التي فصلت بين ماركوس وأكس» ولقد تم إيجاده ملقي بظهره على شجرة، ووجد حوله العديد من القذائف والرصاصات وكان ممسكا بمسدسه في يده اليمنى وهذا يدل على أن أكس كان يحارب قبل وفاته متأثراً بجراحه.